# الشبكة المرئية
تُشير الشبكة المرئية إلى طبقة صاعدة من تطبيقات المستخدم التي تجمع الفيديو الرقمي مع الشبكة الاجتماعية، وتستند إلى فرضية أن الثقافة البصرية أو المرئية «وهي القدرة على المداخلة والتفاوض وإعطاء معنى للمعلومات المطروحة في صورة متحركة» هي قوة شديدة في كيفية تواصل البشر وترفيههم وتعلّمهم. تُضمّن ازدواجية الشبكة المرئية الترفيه والتواصل والمحتويات المهنية والشخصية بالإضافة إلى الفيديو والوسائط الرقمية الأخرى وشبكات البيانات والشبكات الاجتماعية، لخلق تجارب غامرة عندما وحيثما وكيفما يريد المستخدم. غيّرت هذه التطبيقات صيغة الفيديو من أفلام طويلة وبرامج إذاعية تلفزيونية إلى إجزاء قصيرة أو مقاطع مرئية وإعلانات على الشبكة الاجتماعية. يتّخذ الجيل وتوزّع هذه المحتويات بعدًا جديدًا من تطبيقات الويب 2.0 –شبكات اجتماعية تفاعلية أو مجتمعات تسهل التفاعل الخلاق والتعاون والتشارك بين المستخدمين.

## التاريخ
إن انتشار الشبكة المرئية هو ظاهرة حديثة نسبيًا منقادة بنهوض قدرات الشبكة أو التواصل الاجتماعي والقدرة على توصيل فيديو تفاعليّ من خلال شبكة واسعة النطاق. تُعد الشبكة البصرية تطوّرًا طبيعيًا لظاهرة الشبكة الاجتماعية الحالية التي تُطبّق فيها الإعلانات على شبكات التواصل الاجتماعي من خلال مقاطع فيديو ذات النطاق العريض لخلق تجارب عالية التفاعل بين الأفراد ومحتوى الإعلان. حتى عام 2005، لم يكن ذلك قابلًا للتطبيق بسبب نقص البنية الأساسية لشبكة الإنترنت والنطاق العريض المصمم لدعم إرسال مقاطع الفيديو عبر الإنترنت والمرحلة المبكرة جدًا من شبكات التواصل الاجتماعي مثل ماي سبيس وفيسبوك. مثّل تقديم اليوتيوب في فبراير عام 2005 أول مشاركة خاصة بين الفيديو ذو النطاق العريض وأنظمة الشبكة الاجتماعية المصممة لإتاحة الفرصة للمستخدمين بمشاركة المحتوى المميز الذي أنشأه المستخدم وتقييمه والإشارة إليه. بين عامي 2006 و2008، استمرت هذه الصيحة بالانتشار، إذ سعى الأفراد والتجارات إلى الجديد من المشاركات بين مقاطع الفيديو والشبكة الاجتماعية على صعيد واسع من تطبيقات الترفيه والتواصل والتعلّم.

## إقلاع مقاطع الفيديو ذات النطاق العريض
يُعرّف الفيديو على نحو كبير باستخدامه كوسيط ترفيهي. أصبح الفيديو منذ توفّر الإعلانات على التلفاز في أواخر الثلاثينيات، أصبح الوسيط الترفيهي المهيمن متفوّقًا على الترفيه المعتمد على الترفيه السمعي والكتابي من حيث الوقت والاستهلاك المادي. خلال القرن الماضي، ترقّى استخدام الفيديو في مجال واسع من الأجهزة والمواقع المتعددة وتطبيقات المستخدمين. تحدّى ترويج الذيل الطويل ومقاطع الفيديو المصممة من قبل المستخدمين، تحدّى تصورات الأفراد لما يمكن فعله باستخدام الفيديو. تتمثّل الميزة الأساسية للفيديو المرتبط بالوسائط الأخرى في قدرته المتقدّمة على توصيل الأفكار والعواطف بشكل اقتصادي، فإذا كنت الصورة تساوي ألف كلمة بالتالي قد يعادل الفيديو ألف صورة. يجعل الفيديو بطبيعته التجريبية للغاية الشبكة أكثر إقناعًا وغنًى بالمعلومات التي بشكل لا يُنسى.

## تقاطع شبكات التواصل الاجتماعي مع الفيديو
إن صلب الشبكة المرئية هو قدرة الأشخاص على المشاركة في جماعات الاهتمام المشترك. تُعرّف جماعة الاهتمام المشترك بكونها مجتمع من الأشخاص الذين يشتركون باهتمام أو شغف ما. يتبادل هؤلاء الأشخاص الأفكار حول الاهتمام أو الشغف المطروح، إلا أنهم قد لا يبدون الاهتمام تجاه بعضهم خارج نطاق الاهتمام المشترك الذي يجمعهم. يمكن للمشاركة في جماعات الاهتمام المشترك أن يكون ساحرًا وممتعًا ويخلق مجتمع متماسك يعود إليه أفراده بشكل متكرر ويبقون لفترات مطوّلة. لم تُعرف أو تُستثمر قدرة الإنترنت التي لا موازي لها في تعزيز هذه الصلات حتى الآونة الأخيرة بشكل كامل، من خلال المجموعات القائمة على الإنترنت التي أُسّست لهذا الغرض.
وبالاعتماد على مفهوم الست درجات للتباعد (فكرة كون أي شخصين على وجه الأرض بإمكانهم التواصل من خلال سلسلة لا تزيد عن خمسة وسائط)، تؤسس شبكات التواصل الاجتماعي مجتمعات تتواصل من خلال الإنترنت تُعرف أحيانًا بالشبكات الشخصية) تساعد الأشخاص على خلق صلات قد يكون تشكيلها لصالحهم، لكنه من غير المرجح أن يكونوا قد التقوا بأية طريقة أخرى.

## الانتقال من البحث إلى الاكتشاف
صاغ كريس أندرسون مصطلح «الذيل الطويل» بحسب قوله في أكتوبر عام 2004. جادل أندرسون بأن المنتجات ذات الطلب المنخفض أو ذات حجم المبيعات منخفض يمكنها مجتمعة أن تشكل حصة في السوق تشابه أو تتجاوز نسبيًا بعض المنتجات الأكثر مبيعًا أو إقبالًا، في حال كان المتجر أو القناة الموزّعة كبيرة بما فيه الكفاية، كما أنّ للذيل الطويل متضمّنات لمنتجي المحتويات، وبشكل خاص المنتجين الذين لم تلقَ منتجاتهم لأسباب اقتصادية مكانًا عند قنوات التوزيع السابقة للإنترنت والتي تُديرها دور نشر الكتب وشركات التسجيلات وأستديوهات الأفلام وشبكات التلفاز.
وبالنظر من زاوية المنتجين، فقد مكّن الذيل الطويل ازدهار الإبداع في جميع مجالات اجتهاد البشر، ومثال على ذلك اليوتيوب، الذي يجعل من السهل وصول مجموعة واسعة من المشاهدين إلى الآلاف من المقاطع المتعددة التي يقف محتواها أو مستواها في الإنتاج أو انخفاض شهرتها أمام إمكانية عرضها على التلفاز. تكمن المنفعة العائدة على المستهلك هنا في كونه يعرف أن له خيار مطلق تقريبًا من المحتويات ليختار منها، وأن يكون قادرًا على إنشاء قناته الخاصة التي تستند إلى اهتماماته الفريدة. إلا أن التأثير الجانبي السلبي المحتمل للذيل الطويل هو المخزون سريع النمو من المحتوى الكتابي والسمعي والفيديو.  حدّدت أنظمة التخزين والتوزيع السابقة عددًا من الأغاني ومقاطع الفيديو والكتب، مما جعل من السهل البحث فيما هو مناسب للفرد، ومع نمو الذيل الطويل، عبرت العديد من المحتويات المناسبة وغير المناسبة إلى الفرد بدون علمهم، ينطبق ذلك بشكل خاص على مقاطع الفيديو، لأنه وبعكس الملفات النصية التي بالإمكان البحث عنها وتبويبها لإيجادها بسهولة، فإن لمقطع الفيديو فقط عنوان يشير إلى محتواه، بالتالي حدّ هذا النقص في البيانات الوصفية الإجمالية إمكانية تطبيق نماذج البحث التقليدية.

## أمثلة مبكّرة
أفضل مثال مبكّر عن تجارب الشبكة المرئية هو اليوتيوب، وهو موقع لمشاركة مقاطع الفيديو حيث يمكن للمستخدمين تحميل ومشاهدة ومشاركة مقاطع الفيديو. يمكن للمستخدمين غير المسجّلين أن يشاهدوا معظم المقاطع على الموقع، فيما يُسمح للمستخدمين المسجلين تحميل عدد غير متناهي من المقاطع. تتوفّر بعض الإحصائيات بشكل عام فيما يخص عدد مقاطع الفيديو على اليوتيوب، إلا أنه في يوليو عام 2006، كشفت الشركة أن أكثر من 100 مليون مقطع فيديو يُشاهد في اليوم الواحد خلال هذا الشهر وأنّ أكثر من 2.5 مليار مقطع شوهد في يونيو عام 2006، كما أضيف 50000 مقطع في اليوم خلال شهر مايو لعام 2006، العدد الذي ارتفع إلى 65000 مقطع في يوليو لنفس العام. في شهر يناير عام 2008 وحده، شاهد ما يقارب 79 مليون مستخدم ما يزيد عن 3 ملايين مقطع فيديو على اليوتيوب.

## تطبيقات أخرى

### الفيديو المحمول
سهّل انتشار الأجهزة المحمولة متعددة الوظائف وبشكل خاص التي تحمل كاميرات رقمية مدمجة أو كاميرات فيديو على الأفراد مشاركة الصور ومقاطع الفيديو في الوقت ذاته مع أصدقائهم.

### التلفزة التفاعلية
تمثل التلفزة التفاعلية سلسلة متّصلة من التفاعل المنخفض (فتح وإطفاء التلفاز والتحكم بالصوت وتبديل القنوات) إلى التفاعل المتوسط (أفلام بسيطة حسب الطلب دون تحكم المستخدم) والتفاعل العالي الذي وعلى سبيل المثال يؤثر فيه الجمهور على البرنامج الذي سيتم حضوره، والمثال الأكثر وضوحًا على ذلك هو أي شكل من أشكال التصويت المباشر على الشاشة، والذي يصوّت فيه الجمهور لصنع القرار الذي سيُؤثر على كيف سيستمر العرض.